# Daily Mirror

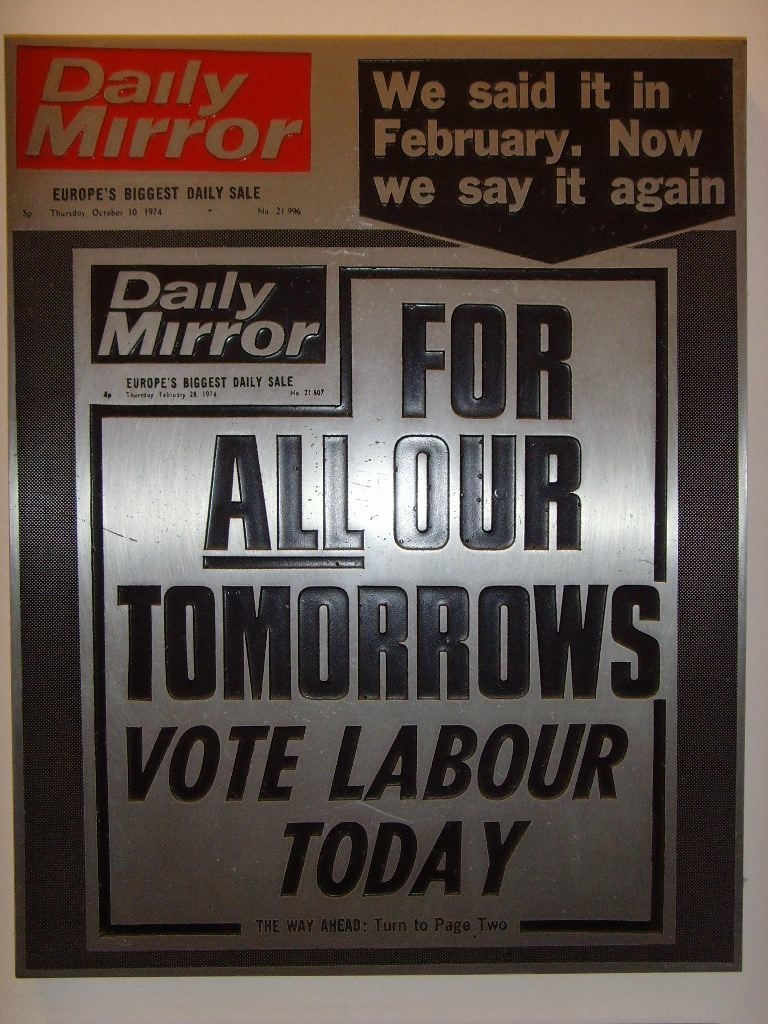
Daily Mirror roept in 1974 op om Labour te stemmen

De Daily Mirror is een Brits dagblad op tabloidformaat. De krant werd in 1903 opgericht en is in handen van de Reach plc, het vroegere Trinity Mirror.
In de perioden 1985-87 en 1997-02  heette de krant The Mirror, maar keerde in 2002 weer terug naar zijn vertrouwde naam van vroeger, de Daily Mirror.

## Populistisch links
De politieke mening van de krant is links, socialistisch en populistisch, en richt zich hiermee op de Britse arbeiders die op de socialistische Labour partij stemmen (net als The Sun, hoewel deze krant meer succes heeft vanwege zijn verder rechtse en conservatieve denkbeelden). Het is hiermee het enige linkse Britse boulevardblad.

## Inhoud
De krant richt zich behalve op het gebruikelijke politieke, algemene en economische nieuws vooral op roddel, beroemdheden, sport, (vaak seksgerelateerde) schandalen en vrouwenzaken. Het blad beschikt net als The Sun en de Daily Star over een Page Three Girl, en heeft een aparte rubriek, 3am, die totaal over beroemdheden en hun roddel gaat. De krant is fel gekant tegen het Britse en Amerikaanse Irak-beleid, George Bush, rechtse politici en partijen, de VS en de oorlogen in o.a. Irak en Afghanistan, hoewel ze moslimterrorisme evenzeer veroordelen, en schrijft, ook op de voorpagina, vaak zeer kritische en populistisch verhalen over deze onderwerpen. Verder besteedt de krant ook veel aandacht aan sensationele verhalen over schokkende moorden, verkrachtingen en ongelukken, waarin veelal wordt opgekomen voor de slachtoffers en de daders erg worden veroordeeld.